# Cuphea procumbens
Cuphea procumbens es una especie de arbusto de la familia Lythraceae. Es originaria de México. Se caracteriza por sus hojas sésiles o casi, las flores concentradas hacia la parte superior de los tallos y algo colgantes al madurar, los pétalos pálidos y casi iguales, y algunos estambres con una masa de pelos visible en la boca del hipantio. Se puede confundir con Cuphea crassiflora, se distingue porque sus hojas tienen largos pecíolos, el hipantio presenta por fuera pelos pegajosos y los pétalos son de 2 colores y claramente desiguales.

## Descripción
Es una planta herbácea de vida corta, débilmente erecta o bien con las largas ramas recostadas, con pelos glandulosos erectos, de color rojo-morado. Alcanza los  20 a 60 cm de largo. Tiene el tallo muy ramificado. Las hojas son opuestas, angostas, de hasta de 7 cm de largo, con los márgenes ligeramente enrollados hacia abajo, la vena media muy evidente en la cara inferior, ligeramente ásperas al tacto, sésiles o sobre pedicelos muy cortos, las hojas superiores disminuyendo gradualmente de tamaño para convertirse en brácteas donde se ubican las flores.
En las inflorescencias, las flores están concentradas hacia la parte superior de los tallos y entre cada par de hojas se ubica una flor solitaria. Los pedicelos se alargan con la edad, por lo que las flores cuelgan cuando el fruto se ha desarrollado. Dos diminutas bractéolas ovadas se encuentran en la base de cada flor.  Con hipantio (estructura formada por la fusión del cáliz y las partes interiores de la flor; es como un tubo por debajo de los pétalos) de 12 a 21 mm de largo, es más angosto hacia la base, ésta es redondeada y se proyecta más allá de la inserción con el pedicelo, externamente el hipantio es color amarillento con tintes morados, las costillas morado oscuras (a menudo unas más oscuras que otras) con pelos erectos de color morado-rojo, en la parte interna la superficie tiene pelos por arriba de los estambres, ápice con 6 lóbulos, uno de ellos claramente más largo, entre los lóbulos se presentan unos apéndices planos de color verde que presentan unos cuantos pelos. Pétalos 6, casi iguales, color morado claro, de 8 a 12 mm de largo, haciéndose muy angostos hacia la base. Estambres 11, desiguales, 2 de ellos más largos y densamente cubiertos de pelos.  El fruto es una cápsula. Semillas 10 a 35, de aproximadamente 2.5 mm de largo.

## Citología
Número de cromosomas:  n= 9.

## Distribución
Se distribuye  México, en campos cultivados de suelo húmedo, orillas de caminos, campos bajos inundables, en los márgenes de ríos y en otros sitios cenagosos perturbados. Generalmente en bosque caducifolio a una altitud de 120 a los 2200 metros.

## Sinonimia
- Cuphea bilimekii Koehne
- Cuphea procumbens Cav.
- Cuphea purpurea var. lilacina Haage ex Herder
- Parsonsia bilimekii (Koehne) Standl.
- Parsonsia dispersa M.E.Jones
- Parsonsia procumbens (Ortega) A.Heller[2]

## Nombres comunes
- castellano: calavera, hierba de la calavera, hierba del cáncer, nube azul, atlanchana, macachampa de milpa, pegajosa[1]